# NGC 5892
NGC 5892 (również PGC 54365) – galaktyka spiralna z poprzeczką (SBcd), znajdująca się w gwiazdozbiorze Wagi. Odkrył ją w 1886 roku Ormond Stone.